# Herb Dębicy
Herb Dębicy – jeden z symboli miasta Dębica w postaci herbu.

## Wygląd i symbolika
Herb przedstawia wspiętego gryfa, zwróconego w prawą stronę, w kolorze białym (srebrnym) ze złotym dziobem, językiem, szponami i pazurami w polu czerwonym.
Jest to najstarszy historyczny wizerunek herbu z XVI w. W  XVII-XVIII w. został on zastąpiony herbem z rakiem, położonym w polu usianym dziesięcioma gwiazdami.

## Historia

Herb Dębicy (przed 28 kwietnia 2006)

28 kwietnia 2006 r. po konsultacji ze specjalistami z Uniwersytetu Jagiellońskiego w Krakowie określono nowy wizerunek herbowy uchwałę nr XXXVII/491/06 Rady Miejskiej w Dębicy w sprawie ustanowienia herbu, sztandaru,  chorągwi (flagi z herbem) i pieczęci miasta Dębicy. Zmieniono tarczę herbową na hiszpańską, usunięto koronę znad tarczy herbowej, gryf jest zwrócony w prawą stronę heraldyczną w postawie na tylnych łapach.